# Nyankenke
Nyankenke är ett vattendrag i Burundi.   Det ligger i provinsen Kayanza, i den nordvästra delen av landet, 50 km nordost om huvudstaden Bujumbura.
Omgivningarna runt Nyankenke är en mosaik av jordbruksmark och naturlig växtlighet. Runt Nyankenke är det tätbefolkat, med 297 invånare per kvadratkilometer.